# Volkmar Woßmann
Volkmar Woßmann (* 1. Oktober 1946) ist ein ehemaliger deutscher Fußballspieler, der in den 1970er Jahren für die BSG Stahl Riesa in der DDR-Oberliga, der höchsten Spielklasse im DDR-Fußball, aktiv war.

## Sportliche Laufbahn
Drei Wochen nach seinem 24. Geburtstag tauchte Volkmar Woßmann erstmals im höherklassigen Fußball der DDR auf. Am 24. Oktober 1970, dem 9. Spieltag der Oberliga, bestritt er für die Betriebssportgemeinschaft (BSG) Stahl Riesa sein erstes Spiel in der Spitzenklasse. Bei der 0:5-Auswärtsniederlage beim BFC Dynamo war er als Stürmer aufgeboten worden. Bis zum Saisonende kam er auf 17 Punktspieleinsätze. Sein erstes Punktspieltor für Riesa schoss er am 18. Spieltag im Heimspiel gegen den 1. FC Magdeburg. Beim 2:2 hatte er den Führungstreffer erzielt. Sein zweites Saisontor erzielte er am 21. Spieltag beim 3:1-Auswärtssieg gegen die BSG Chemie Leipzig. In seiner zweiten Oberligaspielzeit war Woßmann von Anfang an Stammspieler der Riesaer. Er bestritt alle 26 Oberligaspiele als Stürmer, hatte aber mit nur einem Tor als Angreifer wenig Erfolg. Als die BSG Stahl am Saisonende als Absteiger feststand beendete Woßmann seine Laufbahn in Riesa.
Im Sommer 1972 schloss er sich der benachbarten TSG Gröditz an, die gerade in die zweitklassige DDR-Liga aufgestiegen war. Dort entwickelte sich Woßmann zu einem beständigen Stammspieler und zuverlässigen Torschützen. Mit der TSG spielte er zunächst sieben Spielzeiten in der DDR-Liga. In den 152 Punktspielen in dieser Zeit wurde er 135-mal eingesetzt und erzielte dabei 42 Tore. 1974 und 1976 wurde er mit sechs bzw. fünfzehn Treffern Torschützenkönig der TSG. Diese musste 1979 in die Bezirksliga absteigen, schaffte aber unter Mitwirkung von Woßmann den sofortigen Wiederaufstieg. Als fast 34-Jähriger ging Woßmann 1980 in seine letzte Saison im Leistungssport. Von den 22 Ligaspielen bestritt er noch einmal zehn Partien, blieb aber zum einzigen Mal in seiner Karriere ohne Torerfolg.